# Hysterochelifer distinguendus
Hysterochelifer distinguendus är en spindeldjursart som först beskrevs av Beier 1929.  Hysterochelifer distinguendus ingår i släktet Hysterochelifer och familjen tvåögonklokrypare. Inga underarter finns listade i Catalogue of Life.